# 遗产税
遺產稅是指一個人死亡之後，另一人為擁有、佔有或享用死者的財產而須繳納的稅，該稅率乃視乎死者逝世的日期而定。在國際稅法中，遺產稅和繼承稅是有分別的，前者是向死者的代表人徵收的，而後者則是向遺產的受益人徵收的。

## 香港遗产税
根據香港法例，須繳遺產稅的財產通常包括：死者擁有的一切物品、死者於聯名擁有財產中所佔的權益以及死者於去世前3年的任何時間內所送出的財產，收受人須負責有關遺產稅項。
《2005年收入（取消遺產稅）條例》於2006年2月11日生效。隨著取消遺產稅，無須就該日或之後去世的人士的遺產遞交遺產申報誓章或呈報表，或領取遺產稅清妥證明書以申請遺產承辦書。

## 中国大陸遗产税讨论
在2014年第八届中国解决增长与周期论坛上，全国人大财经委副主任郝如玉表示，中国遗产税推出的可能性比较小。“这个税是不能开征的，无论是想象力有多大，实际设计中遇到的问题特别大。”根据他的分析，遗产税的核心问题是技术上就不能成立。因为遗产税是对不动产和动产两类财产的税收，不动产非常容易解决，但是动产呢，则存在无法核实的问题。比如像宝石、字画等动产都是大富豪玩的，一个钻石可能上亿，但是征税时，无法到大富豪家搜身或者翻箱倒柜。而对不动产，比如像住房，工薪阶层最多买一两套房子，如果对不动产征税，对动产不征税，则显得不公平。

## 世界各地遗产税狀況

### 徵收遺產稅
- 比利时：在當地的遺產稅是由聯邦政府徵收，再分配給各地方政府。
- 百慕大群岛：印花税
- 捷克
- 芬兰
- 法國：法国之遗产税税率主要取决于两大因素：受益人与死者之血缘关系以及遗产的价值。通常情况下，受益人与死者的关系分为三类：直系亲属、兄弟姐妹以及四代以内旁系血亲（除兄弟姐妹以外）或无亲属关系。直系亲属根据遗产中可征收的部分的价值，可征收5%-45%的遗产税。若受益人与死者为兄弟或姐妹关系，且遗产数额小于24,430€的，则最高可征收35%的遗产税；若高于该数额，则最高可征收45%的遗产税。四代以内的旁系血亲无论其遗产价值，均最高可征收该价值的55%作为遗产税。若受益人与死者为四代以外的旁系血亲或无亲属关系，则无论其遗产价值，均最高可征收该价值的60%作为遗产税。[3]
- 德国：根据《继承和遗产税法》（Erbschaftsteuer- und Schenkungsteuergesetz），当遗产数额位于20,000至500,000欧元之间时，依受益人的经济状况可被视为较小数额的遗产，不须被征收遗产税，凡高于此数目的，参照继承人的经济状况及遗产中的可征税部分的价值征收7%至50%的遗产税。
- 爱尔兰
- 義大利：2001年廢除遺產稅，[4]但2006年再度徵收。贈與配偶或子女有1百萬歐元免稅額，最高稅率8%。[5][6]
- 荷蘭
- 挪威：较小数额的遗产可被免税，当遗产数额达到一定数目（此数目视受益人经济状况而定），将根据受益人经济状况及遗产中可征税部分收取6%-15%的遗产税。
- 中華民國（臺灣）：規範於《遺產及贈與稅法》[7]
- 瑞士：國家未徵收，但一些州有徵收國家遺產稅或繼承稅。
- 英国：皇家屬地除外
- 美国：分為聯邦層級與州層級遺產稅，目前非居民外國人遺產免稅額為6萬美元。[8]

### 已廢除遺產稅
- ：1979年廢除聯聯邦遺產稅。[9]
- 奥地利：2008年廢除聯遺產稅。該稅有部分內容屬贈與稅，亦同時廢除。[10]
- 加拿大：自1972年廢除遺產稅。
- 香港：自2006年起廢除遺產稅，並自2006年2月11日起死亡者生效。(詳閱香港 遺產稅條例(第111 章))
- 印度：1953年至1985年有徵收繼承稅。[11]
- 以色列：自1981年廢除遺產稅。
- 新西兰：自1992年起廢除遺產稅。
- 俄羅斯：自2006年起廢除遺產稅。
- 新加坡：自2008年起廢除遺產稅，並自2008年2月15日起死亡者生效。[12][13]
- 瑞典：自2005年起廢除遺產稅。[14]

- 美国
  - 路易斯安那州：自2008起廢除州遺產稅，並溯及至2004年7月1日起死亡者。[15]
  - 新罕布什尔州：2003年廢除州遺產稅；2005年廢除聯邦繼承稅附加額。[16]
  - 犹他州：自2005年起廢除州遺產稅。[17]

### 未曾徵收過遺產稅
- 開曼群島[18]
- 澤西
- 耿西

## 著名的遺產稅
- 台灣企業家、台塑集團創辦人王永慶於2008年逝世時，其遺產稅高達119億新台幣，為台灣繳交遺產稅的最高紀錄[19][20]。

## 外部連結
- 和訊焦點：遺產稅
- 财经郎眼：遗产税真相